# Normenausschuss Kommunale Technik
Der Normenausschuss Kommunale Technik (NKT) ist eine Zusammenfassung mehrerer Arbeitsausschüsse, die sich im Rahmen der Normungsarbeiten mit der nationalen Normung im Bereich der Abfallwirtschaft und Städtereinigung beschäftigen. Der NKT ist einer von 71 Normenausschüssen des Deutschen Instituts für Normung. 

## Geschichte
Der Normenausschuss Kommunale Technik wurde am 26. November 1968 in Frankfurt am Main auf Betreiben von Vertretern der Entsorgungswirtschaft und der herstellenden Industrie gegründet. Vor der Gründung des Normenausschusses Kommunale Technik wurden die einzelnen technischen Richtlinien in diversen lose organisierten Arbeitsgremien und Einzelverbänden entworfen. Beispiele sind der VKF (heute VKS im VKU) oder der VPS e.V. (heute BDE e.V.).
Eine erste Aufgabe für den Ausschuss bestand in der Systematisierung und terminologischen Festschreibung der für die kommunale Technik spezifischen Begriffe. Es folgten Maßnormen für Abfallsammelbehälter und für Schüttungen an Abfallsammelfahrzeugen, anschließend kamen technische und sicherheitstechnische Beschreibungen für Abfallsammelfahrzeuge, Straßenreinigungs- und Winterdienstfahrzeuge hinzu.

## Normgebiete
Normungsarbeiten werden für folgende Bereiche und Gebiete festgelegt: Erfassung, Sammlung, Transport, Lagerung, Umschlag und Behandlung von festen und flüssigen Abfällen sowie für Straßenreinigung, Straßenbetriebsdienst und Winterdienst.

## Organisation
Der Normenausschuss Kommunale Technik gliedert sich heute in fünf Fachbereiche mit insgesamt zwölf nationalen Arbeitsausschüssen sowie zwei europäischen Komitees.
- Fachbereich 1 „Grundlagen“
- Fachbereich 2 „Behälter“
- Fachbereich 3 „Fahrzeuge“
- Fachbereich 4 „Anlagen“
- Fachbereich 5 „EDV“

Das Normenwerk (Stand 2008) des NKT besteht aus:
- 67 DIN-Normen (einschließlich 27 DIN-EN-Normen)
- 18 DIN-Norm-Entwürfe (einschließlich 14 europäischer Norm-Entwürfe)
- 1 DIN-Fachbericht
- 33 laufende Projekte (einschließlich 27 europäischer Projekten)